# World Express – Atemlos durch Mexiko
World Express – Atemlos durch Mexiko (auch World Express: Das Geheimnis der Maya) ist ein deutscher Actionfilm aus dem Jahr 2011.

## Handlung
David Voss und Philipp Harmsdorf arbeiten für den internationalen Kurierdienst World Express, der auf den Transport von Gefahrgut, Wertgegenständen und Geheimdokumenten spezialisiert ist. Sie müssen in Mexiko eine in einem Museum gestohlene Himmelsscheibe der Maya zu einer Gruppe von Männern bringen, die Janina, die Tochter einer deutschen Anthropologin, entführt haben. Die Himmelsscheibe soll das Lösegeld für die Freilassung der jungen Frau sein.
Doch die beiden Männer werden kurz nach der Übernahme des Päckchens mit der Himmelsscheibe von einem Bewaffneten angegriffen. Dabei wird Philipp angeschossen und fällt in einen Fluss, der Angreifer raubt das Päckchen. David ist überzeugt, dass Philipp tot ist, doch in dem braungelben Flusswasser kann er keine Leiche ausmachen. Er trifft die Mutter der Entführten, es handelt sich um seine frühere Jugendliebe Corinna Achternberg, von der er sich einst im Streit getrennt hat.
Gemeinsam folgen sie der Spur der Entführer bis in eine Ruinenstadt der Maya. Die Zeit drängt, denn die Entführer Janinas haben ein Ultimatum von 24 Stunden gesetzt: Wenn ihnen bis dahin nicht die Himmelsscheibe übergeben ist, soll das Mädchen sterben. Bei der Fahrt durch Mexiko kommen sich Corinna und David erneut näher. Es stellt sich heraus, dass es Corinna selbst war, die die Himmelsscheibe in dem Museum gestohlen hat. Sie weiß, dass eine zweite Scheibe existiert – beide zusammengefügt sollen den Weg zu einer Sammlung des medizinischen Geheimwissens der Mayas weisen. An dieser Sammlung ist allerdings auch ein Pharmakonzern interessiert, der Wert des Wissens um die Heilkunst der Mayas wird auf Millionen taxiert.
In der Ruinenstadt gelingt es Corinna und David, Janina aus der Hand der Entführer zu befreien. Diese erfährt von ihrer Mutter, dass David ihr Vater ist. In diesem Moment taucht der tot geglaubte Philipp auf. Er nimmt die Tasche mit der Sonnenscheibe an sich, drängt Janina mit vorgehaltener Pistole in einen alten VW Bulli und fährt los. Doch können Corinna und David ihn auf einem Pferd über eine Abkürzung durch den Wald einholen. David klettert von dem Pferd auf das Dach des fahrenden Bullis, aus diesem springt Janina zu ihrer Mutter auf das Pferd.
David dringt in den Bully ein und versucht, Philipp zu entwaffnen. Doch dieser bringt durch eine scharfe Lenkbewegung den Bulli zum Umstürzen, dabei schlägt David mit dem Kopf auf das Wagendach und verliert für einen Moment das Bewusstsein. Doch er rappelt sich schnell auf, um Philipp an den nahegelegenen Strand zu folgen. Dieser bringt ein Motorboot in seine Gewalt, doch David ergreift ein von dem Boot hängendes Seil. Philipp bemerkt den auf das Boot kletternden David, dreht sich zu ihm um und bedroht ihn mit der Pistole. Dabei entgeht ihm, dass das Boot auf eine Felseninsel zurast.
David kann im letzten Moment abspringen und dabei auch die Sonnenscheibe retten. Philipp kommt bei der Explosion des Bootes um. Der Film endet mit der Übergabe der Sonnenscheibe an das Museum, aus dem sie ursprünglich gestohlen worden ist. Der Museumsdirektor erfährt aber nicht, dass die Diebin Corinna war.

## Charaktere
David Voss: Mit seinem Kollegen Philip Harmsdorf ist David rund um den Globus für den World Express im Einsatz. Er ist gut mit Philip befreundet und deshalb trifft ihn sein scheinbarer Tod sehr. Er war mit Corinna Achternberg zusammen, aber er trennte sich im Unfrieden mit ihr. Aber als er sie wieder sieht, merkt er, dass alte Liebe nicht rostet.
Corinna Achternberg: Corinna arbeitet als Anthropologin für ein mexikanisches Museum. Als ihre Tochter Janina entführt wird, will sie die Lösegeldübergabe nicht allein dem Kurier überlassen, da sie weiß, dass ihr Ex-Freund David einer der Kuriere ist. Deshalb macht sie sich allein auf die Suche nach ihrer Tochter. Doch die Abenteuerreise durch Mexiko verläuft nicht ohne Hindernisse – zumal Corinna selbst auch nicht immer ganz ehrlich zu David war.
Franz Joseph Anson: Anson ist der Chef des Kurierdienstes „Anson & Söhne World Express“, den es seit 1816 gibt. Der geheimnisvolle Anson unterhält auch beste Kontakte zu Regierungen und Geheimdiensten.
Philip Harmsdorf: Er ist Davids Kollege und Freund. Er liebt das Leben und seinen Job. Harmsdorf wird scheinbar bei der Geldübergabe erschossen.

## Produktion und Ausstrahlung
Im November 2010 gab RTL bekannt, dass sie einen Action-Piloten in Mexiko drehen werden. Die Dreharbeiten fanden ausschließlich an Originalschauplätzen statt: So wurde in Mexiko auch in den unterirdischen Höhlen und Seen von Yucatán, der Maya-Stadt Ek Balam, den Slums von Mérida und der Hauptstadt Mexiko-Stadt gefilmt. Der Film wurde im Winter 2010 an 24 Drehtagen produziert, ausführende Produktionsfirma ist die UFA. In einer Nebenrolle ist die Schauspielerin Melina Robert zu sehen, die in Mexiko ein gefeierte Soap-Star ist. Nach IK1 – Touristen in Gefahr ist World Express der zweite im September 2011 gezeigte Pilotfilm, den RTL produzieren ließ und bei zufriedenstellenden Einschaltquoten in Serie hätte schicken können.
Der Film wurde am 8. September 2011 in der Prime Time bei RTL erstausgestrahlt. Er erreichte ein Gesamtpublikum von 3,22 Millionen Zuschauern, das einem Marktanteil von lediglich 11,0 Prozent entspricht. In der werberelevanten Zielgruppe der 14- bis 49-Jährigen wurden mit 1,62 Millionen nur 14,0 Prozent Marktanteil geholt. In der Vorwoche erreichte IK1 – Touristen in Gefahr einen Wert von 17,1 Prozent, eine Serienbestellung für World Express erscheint somit recht unwahrscheinlich.
Anfang 2012 wurde bekannt, dass lediglich IK1 – Touristen in Gefahr eine Bestellung für weitere Folgen erhielt, World Express und Die Trixxer erhielten keine Bestellung.

## Kritiken
„Neu erfunden wird das Genre nicht“

„Weniger 08/15, mehr Pep – trau dich, RTL!“

„Der Serien-Pilot ist nach dem aus Abenteuerfilmen wohlbekannten Schnitzeljagd-Prinzip zusammengebaut, in denen sich Überraschungseffekte und das Mehrwissen des Zuschauers die Waage halten. Dramaturgisch besonders clever ist das nicht. Weitaus ansehnlicher ist der Action-Look-Montage-Mix geraten, die zwar mit ihren gewollt coolen Manierismen gewöhnungsbedürftig ist, der es aber gelingt, ihre Elemente gegenseitig aufzuwerten. Vor allem der stylishe Schnitt täuscht über die an sich schwachen Action-Bilder hinweg.“

„Es wird bei Genrevertretern geklaut, was das Zeug hält. Ob ‚Tito und Tarantula‘-Musik samt räkelnder Dame an der Stange in einer mexikanischen Bar oder schießwütige Gangster am Straßenrand – alles gab es schon mal andernorts zu beobachten – und das auch wesentlich ansprechender (z. B. bei Quentin Tarantino). Und auch der Entführungsfall sowie die sich entwickelnde Storyline zum Privatleben der Hauptfiguren entwickeln sich nach den Standardregeln des Genres. Dass es am Ende dann sogar noch ein Indiana Jones für Arme wird, hat dann gerade noch gefehlt.“

„Keine Frage: Die Neuerfindung des Abenteuergenres ist ‚World Express‘ sicherlich nicht. Im Vergleich zu dem in der Vorwoche gezeigten ‚IK1 – Touristen in Gefahr‘ ist die Serie jedoch geradezu ein Quantensprung – angefangen bei den Figuren. ‚World Express‘ hat nämlich welche. […] Bislang der vielversprechendste Pilotfilm aus der Riege der neuen RTL-Serienprojekte.“